# Операција 30 слова
„Операција 30 слова” је југословенска телевизијска серија снимљена 1971. године у продукцији Телевизије Београд.

## Улоге
| Глумац                  | Улога  |
| ----------------------- | ------ |
| Зоран Радмиловић        |        |
| Јелисавета Сека Саблић  |        |
| Марија Црнобори         |        |
| Ђорђе Јелисић           |        |
| Петар Краљ              |        |
| Оливера Марковић        |        |
| Раде Марковић           |        |
| Живојин Жика Миленковић |        |
| Никола Милић            | (1971) |
| Миодраг Петровић Чкаља  |        |
| Радмила Савићевић       |        |
| Данило Бата Стојковић   |        |
| Божидар Стошић          |        |
| Мира Ступица            |        |

Комплетна ТВ екипа ▼
| Редитељ              | Александар Антић |                          |
| Сценариста           | Брана Црнчевић   |                          |
| Сценариста           | Оливера Павић    | (1971)                   |
| Сценариста           | Душан Радовић    | (као Душко Радовић)      |
| Директор фотографије | Стево Радовић    | (1971)                   |
| Монтажер             | Драган Крстић    | (1971)                   |
| Помоћник режије      | Пеђа Обрадовић   | помоћник редитеља (1971) |
| Одсек за звук        | Душан Тртица     | тон мајстор (1971)       |